# A-League 2010/2011
A-League 2010/11 var 2010/2011 års säsong av A-League som bestod av 11 lag. Detta var den sjätte säsongen med A-League som den gemensamma proffsligan i fotboll för Australien och Nya Zeeland.
Denna säsongen utökades antalet lag i A-League från tio till elva lag. Det nya laget var Melbourne Heart från den australiensiska delstaten Victoria.

## Lag, städer och arenor
| Lag                    | Delstat           | Ort        | Arena                    | Kapacitet |
| ---------------------- | ----------------- | ---------- | ------------------------ | --------- |
| Adelaide United        | South Australia   | Adelaide   | Hindmarsh Stadium        | 17 000    |
| Brisbane Roar          | Queensland        | Brisbane   | Suncorp Stadium          | 52 500    |
| Central Coast Mariners | New South Wales   | Gosford    | Bluetongue Stadium       | 20 119    |
| Gold Coast United      | Queensland        | Gold Coast | Skilled Park             | 27 400    |
| Melbourne Heart        | Victoria          | Melbourne  | AAMI Park                | 30 050    |
| Melbourne Victory      | Victoria          | Melbourne  | AAMI Park                | 30 050    |
| Melbourne Victory      | Victoria          | Melbourne  | Etihad Stadium           | 56 347    |
| Newcastle United Jets  | New South Wales   | Newcastle  | Energy Australia Stadium | 26 164    |
| North Queensland Fury  | Queensland        | Townsville | Dairy Farmers Stadium    | 26 500    |
| Perth Glory            | Western Australia | Perth      | NIB Stadium              | 20 500    |
| Sydney                 | New South Wales   | Sydney     | Sydney Football Stadium  | 45 500    |
| Wellington Phoenix     | i.u.              | Wellington | Westpac Stadium          | 36 000    |

## Grundserien

### Poängtabell
| Nr | Lag                    | S  | V  | O  | F  | GM | IM | MS  | P  |
| -- | ---------------------- | -- | -- | -- | -- | -- | -- | --- | -- |
| 1  | Brisbane Roar          | 30 | 18 | 11 | 1  | 58 | 26 | +32 | 65 |
| 2  | Central Coast Mariners | 30 | 16 | 9  | 5  | 50 | 31 | +19 | 57 |
| 3  | Adelaide United        | 30 | 15 | 5  | 10 | 51 | 36 | +15 | 50 |
| 4  | Gold Coast United      | 30 | 12 | 10 | 8  | 40 | 32 | +8  | 46 |
| 5  | Melbourne Victory      | 30 | 11 | 10 | 9  | 45 | 39 | +6  | 43 |
| 6  | Wellington Phoenix     | 30 | 12 | 5  | 13 | 39 | 41 | −2  | 41 |
| 7  | Newcastle United Jets  | 30 | 9  | 8  | 13 | 29 | 33 | −4  | 35 |
| 8  | Melbourne Heart (NY)   | 30 | 8  | 11 | 11 | 32 | 42 | −10 | 35 |
| 9  | Sydney (RM)            | 30 | 8  | 10 | 12 | 35 | 40 | −5  | 34 |
| 10 | Perth Glory            | 30 | 5  | 8  | 17 | 27 | 54 | −27 | 23 |
| 11 | North Queensland Fury  | 30 | 4  | 7  | 19 | 28 | 60 | −32 | 19 |

### Resultattabell
| Hemma \ Borta          | ADE | BRI | CCM | GCU | MHT | MVC | NEW | NQF | PER | SYD | WEL | ADE | BRI | CCM | GCU | MHT | MVC | NEW | NQF | PER | SYD | WEL |
| ---------------------- | --- | --- | --- | --- | --- | --- | --- | --- | --- | --- | --- | --- | --- | --- | --- | --- | --- | --- | --- | --- | --- | --- |
| Adelaide United        |     | 0–1 | 1–2 | 2–1 | 3–2 | 2–1 | 0–0 | 2–0 | 2–0 | 2–0 | 3–0 |     |     |     |     | 1–2 | 2–1 |     | 8–1 | 2–0 |     | 0–1 |
| Brisbane Roar          | 1–1 |     | 2–0 | 2–2 | 4–0 | 2–1 | 1–1 | 1–1 | 3–2 | 1–0 | 1–0 | 4–0 |     |     | 4–0 | 2–1 |     |     |     | 1–1 |     | 2–0 |
| Central Coast Mariners | 1–1 | 1–5 |     | 2–3 | 1–0 | 2–0 | 1–0 | 3–2 | 5–0 | 4–0 | 1–0 | 2–0 | 3–3 |     |     |     | 1–2 |     | 1–0 |     | 2–2 |     |
| Gold Coast United      | 0–0 | 0–0 | 0–0 |     | 3–0 | 0–1 | 1–0 | 1–2 | 0–0 | 3–1 | 3–1 | 0–0 |     | 1–3 |     |     |     | 5–1 | 4–0 |     |     | 2–0 |
| Melbourne Heart        | 0–2 | 1–2 | 0–1 | 0–0 |     | 2–1 | 0–2 | 1–0 | 2–2 | 0–0 | 2–1 |     |     | 1–1 | 1–1 |     | 1–3 |     | 2–0 |     | 2–2 |     |
| Melbourne Victory      | 2–1 | 3–0 | 2–2 | 0–1 | 2–2 |     | 2–1 | 2–2 | 0–2 | 3–0 | 0–0 | 1–4 | 3–3 |     | 2–0 |     |     | 2–0 |     | 2–0 |     |     |
| Newcastle United Jets  | 3–1 | 0–0 | 1–1 | 2–0 | 1–1 | 0–0 |     | 1–0 | 2–0 | 1–2 | 1–0 |     | 1–1 | 0–2 |     | 0–2 |     |     |     | 4–0 | 1–1 |     |
| North Queensland Fury  | 2–3 | 0–2 | 0–1 | 1–2 | 2–3 | 0–0 | 0–2 |     | 2–1 | 2–1 | 1–1 |     | 1–2 |     |     |     | 0–3 | 1–3 |     | 1–1 | 1–0 |     |
| Perth Glory            | 4–2 | 1–2 | 1–1 | 0–1 | 0–0 | 3–1 | 1–0 | 3–3 |     | 0–3 | 2–1 |     |     | 1–2 | 1–2 | 1–1 |     |     |     |     | 0–2 | 0–1 |
| Sydney                 | 1–3 | 1–1 | 1–1 | 1–1 | 0–1 | 3–3 | 1–0 | 1–1 | 2–0 |     | 3–1 | 1–2 | 0–1 |     | 2–0 |     | 1–1 |     |     |     |     | 2–0 |
| Wellington Phoenix     | 2–1 | 1–4 | 2–0 | 3–3 | 2–2 | 2–2 | 4–0 | 2–1 | 4–0 | 2–1 |     |     |     | 0–3 |     | 2–0 | 2–0 | 1–0 | 3–1 |     |     |     |

## Slutspel

### Slutspelsträd
|  | Semifinalomgång 1 | Semifinalomgång 1      | Semifinalomgång 1 |   |   | Semifinalomgång 2      | Semifinalomgång 2 |  |  | Inledande final        | Inledande final |  |  | Final                  | Final |
|  |                   | 19 februari            |                   |   |   | 26 februari            |                   |  |  |                        |                 |  |  | 13 mars                |       |
|  | 2                 | Central Coast Mariners | 0                 | — | — | Brisbane Roar          | 2                 |  |  |                        |                 |  |  | Brisbane Roar (str.)   | 2 (4) |
|  | 1                 | Brisbane Roar          | 2                 | — | — | Central Coast Mariners | 2                 |  |  |                        |                 |  |  | Central Coast Mariners | 2 (2) |
|  |                   |                        |                   |   |   |                        |                   |  |  | F 5 mars               |                 |  |  |                        |       |
|  |                   | 18 februari            |                   |   |   |                        |                   |  |  | Central Coast Mariners | 1               |  |  |                        |       |
|  | 3                 | Adelaide United        | 1                 |   |   |                        |                   |  |  | Gold Coast United      | 0               |  |  |                        |       |
|  | 6                 | Wellington Phoenix     | 0                 |   |   | 27 februari            |                   |  |  |                        |                 |  |  |                        |       |
|  |                   |                        |                   |   |   | Adelaide United        | 2                 |  |  |                        |                 |  |  |                        |       |
|  |                   | 20 februari            |                   |   |   | Gold Coast United      | 3                 |  |  |                        |                 |  |  |                        |       |
|  | 4                 | Gold Coast United      | 1                 |   |   |                        |                   |  |  |                        |                 |  |  |                        |       |
|  | 5                 | Melbourne Victory      | 0                 |   |   |                        |                   |  |  |                        |                 |  |  |                        |       |

### Semifinaler
Major
|              | 19 februari 2011 | Central Coast Mariners | 0 – 2           | Brisbane Roar                        | Bluetongue Stadium                                             |                                                                |
| 19:00 UTC+11 | 19:00 UTC+11     |                        | (0 – 0) Rapport | 52′ Kosta Barbarouses 73′ Matt McKay | Gosford, New South Wales Publik: 10 166 Domare: Matthew Breeze | Gosford, New South Wales Publik: 10 166 Domare: Matthew Breeze |
| 19:00 UTC+11 | 19:00 UTC+11     |                        |                 |                                      | Gosford, New South Wales Publik: 10 166 Domare: Matthew Breeze | Gosford, New South Wales Publik: 10 166 Domare: Matthew Breeze |
| 19:00 UTC+11 | 19:00 UTC+11     |                        |                 |                                      | Gosford, New South Wales Publik: 10 166 Domare: Matthew Breeze | Gosford, New South Wales Publik: 10 166 Domare: Matthew Breeze |

|              | 26 februari 2011 | Brisbane Roar                                  | 2 – 2           | Central Coast Mariners                   | Suncorp Stadium                                         |                                                         |
| 19:00 UTC+10 | 19:00 UTC+10     | Thomas Broich 63′ Henrique Andrade Silva 90+1′ | (0 – 2) Rapport | 39′ (sjm.) Matt Smith 40′ Oliver Bozanic | Brisbane, Queensland Publik: 25 168 Domare: Peter Green | Brisbane, Queensland Publik: 25 168 Domare: Peter Green |
| 19:00 UTC+10 | 19:00 UTC+10     |                                                |                 |                                          | Brisbane, Queensland Publik: 25 168 Domare: Peter Green | Brisbane, Queensland Publik: 25 168 Domare: Peter Green |
| 19:00 UTC+10 | 19:00 UTC+10     |                                                |                 |                                          | Brisbane, Queensland Publik: 25 168 Domare: Peter Green | Brisbane, Queensland Publik: 25 168 Domare: Peter Green |

Brisbane Roar avancerade till final med det ackumulerade slutresultatet 4–2, Central Coast Mariners gick till den inledande finalen.
Minor
| SFV1            | 18 februari 2011 | Adelaide United | 1 – 0           | Wellington Phoenix | Hindmarsh Stadium                                               |                                                                 |
| 19:30 UTC+10:30 | 19:30 UTC+10:30  | Travis Dodd 70′ | (0 – 0) Rapport |                    | Adelaide, South Australia Publik: 10 285 Domare: Jarred Gillett | Adelaide, South Australia Publik: 10 285 Domare: Jarred Gillett |
| 19:30 UTC+10:30 | 19:30 UTC+10:30  |                 |                 |                    | Adelaide, South Australia Publik: 10 285 Domare: Jarred Gillett | Adelaide, South Australia Publik: 10 285 Domare: Jarred Gillett |
| 19:30 UTC+10:30 | 19:30 UTC+10:30  |                 |                 |                    | Adelaide, South Australia Publik: 10 285 Domare: Jarred Gillett | Adelaide, South Australia Publik: 10 285 Domare: Jarred Gillett |

Adelaide United avancerade till semifinalvecka 2.
| SFV1         | 20 februari 2011 | Gold Coast United  | 1 – 0           | Melbourne Victory | Skilled Park                                                  |                                                               |
| 16:30 UTC+10 | 16:30 UTC+10     | Dino Djulbic 90+1′ | (0 – 0) Rapport |                   | Gold Coast, Queensland Publik: 3 281 Domare: Strebre Delovski | Gold Coast, Queensland Publik: 3 281 Domare: Strebre Delovski |
| 16:30 UTC+10 | 16:30 UTC+10     |                    |                 |                   | Gold Coast, Queensland Publik: 3 281 Domare: Strebre Delovski | Gold Coast, Queensland Publik: 3 281 Domare: Strebre Delovski |
| 16:30 UTC+10 | 16:30 UTC+10     |                    |                 |                   | Gold Coast, Queensland Publik: 3 281 Domare: Strebre Delovski | Gold Coast, Queensland Publik: 3 281 Domare: Strebre Delovski |

Gold Coast United avancerade till semifinalvecka 2.
| SFV2            | 27 februari 2011 | Adelaide United                              | 2 – 3           | Gold Coast United                            | Hindmarsh Stadium,                                           |                                                              |
| 17:00 UTC+10:30 | 17:00 UTC+10:30  | Sergio van Dijk 56′ (str.) Mathew Leckie 69′ | (0 – 1) Rapport | 38′, 79′ (str.) Shane Smeltz 71′ Bruce Djite | Adelaide, South Australia Publik: 15 028 Domare: Chris Beath | Adelaide, South Australia Publik: 15 028 Domare: Chris Beath |
| 17:00 UTC+10:30 | 17:00 UTC+10:30  |                                              |                 |                                              | Adelaide, South Australia Publik: 15 028 Domare: Chris Beath | Adelaide, South Australia Publik: 15 028 Domare: Chris Beath |
| 17:00 UTC+10:30 | 17:00 UTC+10:30  |                                              |                 |                                              | Adelaide, South Australia Publik: 15 028 Domare: Chris Beath | Adelaide, South Australia Publik: 15 028 Domare: Chris Beath |

Gold Coast United avancerade till den inledande finalen.

### Inledande final
|              | 5 mars 2011  | Central Coast Mariners | 1 – 0           | Gold Coast United | Bluetongue Stadium                                              |                                                                 |
| 19:00 UTC+11 | 19:00 UTC+11 | Adam Kwasnik 75′       | (0 – 0) Rapport |                   | Gosford, New South Wales Publik: 7 539 Domare: Strebre Delovski | Gosford, New South Wales Publik: 7 539 Domare: Strebre Delovski |
| 19:00 UTC+11 | 19:00 UTC+11 |                        |                 |                   | Gosford, New South Wales Publik: 7 539 Domare: Strebre Delovski | Gosford, New South Wales Publik: 7 539 Domare: Strebre Delovski |
| 19:00 UTC+11 | 19:00 UTC+11 |                        |                 |                   | Gosford, New South Wales Publik: 7 539 Domare: Strebre Delovski | Gosford, New South Wales Publik: 7 539 Domare: Strebre Delovski |

Central Coast Mariners avancerade final.

### Grand Final
|              | 13 mars 2011 | Brisbane Roar                                                | 0000 2 – 2 (e.fl.)         | Central Coast Mariners                                   | Suncorp Stadium                                            |                                                            |
| 16:00 UTC+10 | 16:00 UTC+10 | Henrique Andrade Silva 117′ Erik Paartalu 120′               | (0 – 0) Rapport            | 96′ Adam Kwasnik 103′ Oliver Bozanic                     | Brisbane, Queensland Publik: 50 168 Domare: Matthew Breeze | Brisbane, Queensland Publik: 50 168 Domare: Matthew Breeze |
| 16:00 UTC+10 | 16:00 UTC+10 |                                                              |                            |                                                          | Brisbane, Queensland Publik: 50 168 Domare: Matthew Breeze | Brisbane, Queensland Publik: 50 168 Domare: Matthew Breeze |
| 16:00 UTC+10 | 16:00 UTC+10 | Ivan Franjic Erik Paartalu Matt McKay Henrique Andrade Silva | Straffsparksläggning 4 – 2 | John Hutchinson Alex Wilkinson Daniel McBreen Pedj Bojić | Brisbane, Queensland Publik: 50 168 Domare: Matthew Breeze | Brisbane, Queensland Publik: 50 168 Domare: Matthew Breeze |

## Statistik

### Skytteligan
| Rank | Spelare               | Klubb                  | Mål |
| ---- | --------------------- | ---------------------- | --- |
| 1    | Sergio van Dijk       | Adelaide United        | 17  |
| 2    | Kosta Barbarouses     | Brisbane Roar          | 12  |
| 3    | Robbie Kruse          | Melbourne Victory      | 11  |
| 3    | Matt Simon            | Central Coast Mariners | 11  |
| 3    | Jean Carlos Solórzano | Brisbane Roar          | 11  |
| 6    | Bruce Djite           | Gold Coast United      | 10  |
| 6    | Adam Kwasnik          | Central Coast Mariners | 10  |
| 8    | Bruno Cazarine        | Sydney                 | 9   |
| 8    | Marcos Flores         | Adelaide United        | 9   |
| 8    | Robbie Fowler         | Perth Glory            | 9   |
| 8    | Shane Smeltz          | Gold Coast United      | 9   |

### Publiksiffror
Tabellen nedan listar de 5 högsta publiksiffrorna under säsongen.
| Publiksiffra | Omgång      | Datum            | Hemmalag          | Resultat       | Bortalag               |
| ------------ | ----------- | ---------------- | ----------------- | -------------- | ---------------------- |
| 50 168       | Grand Final | 13 mars 2011     | Brisbane Roar     | 2–2 (4–2 str.) | Central Coast Mariners |
| 32 321       | 24          | 22 januari 2011  | Melbourne Victory | 2–2            | Melbourne Heart        |
| 25 897       | 9           | 8 oktober 2010   | Melbourne Heart   | 2–1            | Melbourne Victory      |
| 25 168       | MASF, M2    | 26 februari 2011 | Brisbane Roar     | 2–2            | Central Coast Mariners |
| 23 059       | 18          | 11 december 2010 | Melbourne Heart   | 1–3            | Melbourne Victory      |